# Casa Laporta (Alcoi)
|  | No s'ha de confondre amb Casa Laporta (Girona) o Casa Laporta (Vilafranca de Conflent). |

La Casa Laporta, situada en l'avinguda del País Valencià número 26 de la ciutat d'Alcoi (l'Alcoià), és un edifici residencial d'estil modernista valencià construït l'any 1904, que va ser projectat per l'arquitecte contestà Timoteo Briet Montaud.
És considerada pels experts com la primera obra de tendència modernista a Alcoi. Per aquest motiu, seria l'edifici que va introduir l'estil modernista alcoià a la ciutat. El seu estil formal és l'art nouveau.
El promotor i propietari de l'edifici va ser Josep Laporta Valor. Era germà del pintor alcoià Francesc Laporta i Valor, un dels artistes que va introduir a Alcoi el moviment modernista. El propietari va decidir reformar la seua casa a principis del segle xx, així que va contractar l'arquitecte Timoteo Briet Montagud per al projecte i la direcció.
És un edifici entre mitgeres de xicoteta grandària, amb semisoterrani, entresòl, tres plantes i golfa. L'interior de l'edifici va ser decorat amb unes pintures murals modernistes, les quals hagueren de ser restaurades.
A l'edifici en avinguda País Valencià 30 d'Alcoi, en la mateixa avinguda, es repeteix de forma simètrica la distribució d'aquesta façana. En aquest cas l'habitatge va ser projectat per un mestre d'obres de tradició eclèctica, Jorge Vilaplana Carbonell l'any 1911.
En la part posterior de Casa Laporta trobem unes cotxeres annexes situades a la plaça Emili Sala número 12, que van ser edificades en 1905 pel mateix arquitecte, un any després de la construcció de Casa Laporta. El seu estil també és modernista.